# Discografia de 100 gecs

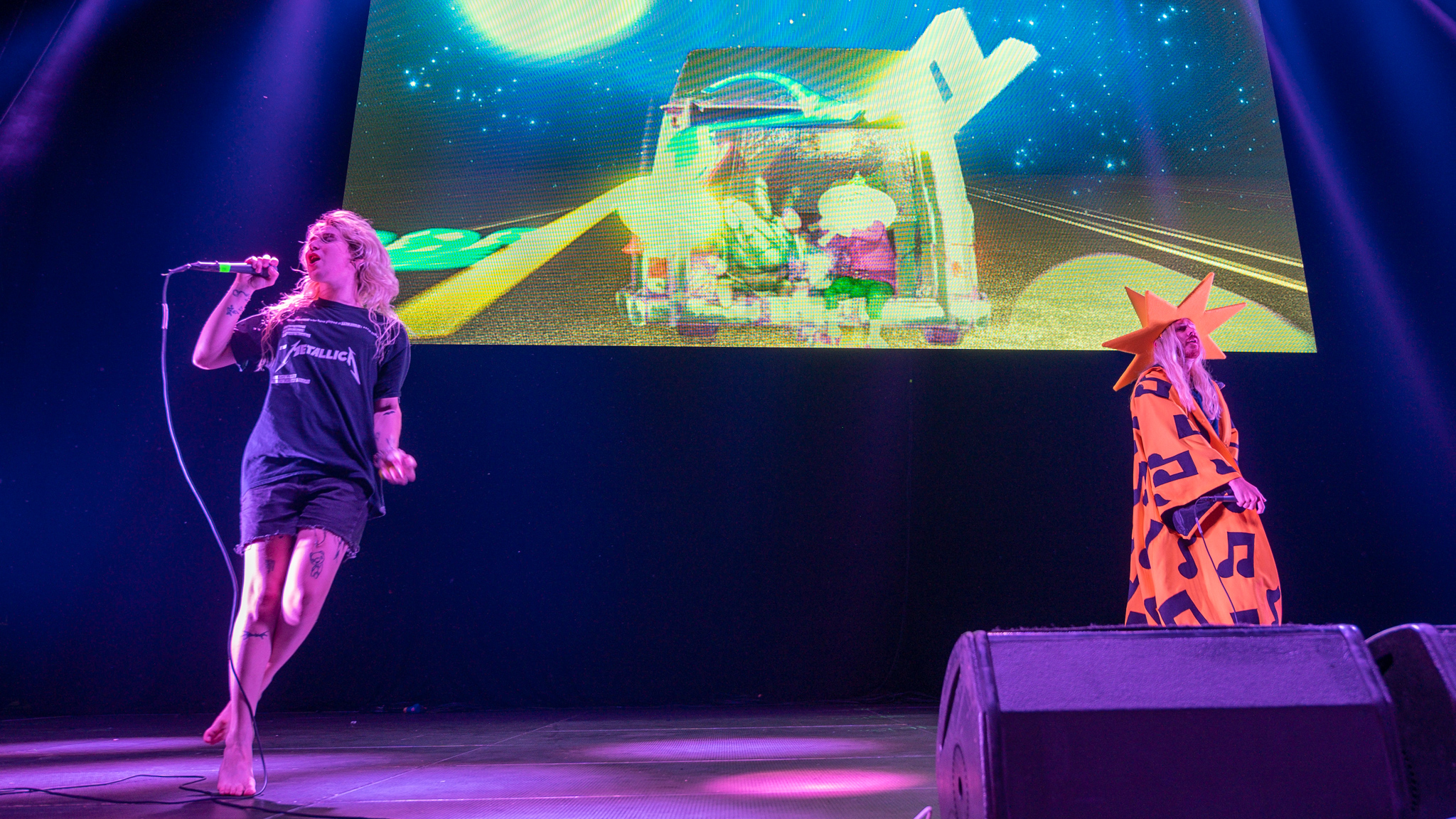
100 Gecs,ARGO-Konzerte,Arena Nürnberger Versicherungen,Dylan Brady,Konzert,Laura Les,Livekonzert,Livemusik,Orbit Stage,Rock im Park

Esta é a discografia de 100 gecs.

## Álbuns

### Álbuns de estúdio
| Título      | Detalhes | Posições de pico | Posições de pico | Posições de pico |
| Título      | Detalhes | EUA Current      | EUA Heat.        | EUA Indie        |
| ----------- | --- | ---------------- | ---------------- | ---------------- |
| 1000 gecs   | - Lançamento: 31 de maio de 2019 - Gravadora: Dog Show - Formatos: vinil, download digital, streaming            | 94               | 7                | 36               |
| 10,000 gecs | - Lançamento: 17 de março de 2023 - Gravadora: Dog Show, Atlantic - Formatos: vinil, download digital, streaming | 7                | —                | —                |

### Álbuns deremixes
| Título                          | Detalhes | Posições de pico | Posições de pico |
| Título                          | Detalhes | EUA              | EUA Alt          |
| ------------------------------- | --- | ---------------- | ---------------- |
| 1000 Gecs and the Tree of Clues | - Lançamento: 10 de julho de 2020 - Gravadora: Dog Show, Big Beat, Atlantic - Formatos: vinil, download digital, streaming | 198              | 12               |

## Extended plays
| Título     | Detalhes                                                                               |
| ---------- | -------------------------------------------------------------------------------------- |
| 100 gecs   | - Lançamento: 12 de julho de 2016 - Label: N/A - Formatos: download digital, streaming |
| Snake Eyes | - Lançamento: 2 de dezembro de 2022 - Label: Dog Show, Atlantic                        |

## Singles
| Título                                                                                    | Ano  | Posições de pico | Posições de pico | Posições de pico | Álbum                           |
| Título                                                                                    | Ano  | EUA Alt.         | EUA Rock         | NZ Hot           | Álbum                           |
| ----------------------------------------------------------------------------------------- | ---- | ---------------- | ---------------- | ---------------- | ------------------------------- |
| "Money Machine"                                                                           | 2019 | —                | 47               | —                | 1000 Gecs                       |
| "Money Machine" (A. G. Cook Remix)                                                        | 2019 | —                | —                | —                | 1000 Gecs and the Tree of Clues |
| "745 Sticky" (Injury Reserve Remix)                                                       | 2019 | —                | —                | —                | 1000 Gecs and the Tree of Clues |
| "Ringtone (Remix)" (part. Charli XCX, Rico Nasty e Kero Kero Bonito)                      | 2020 | —                | —                | —                | 1000 Gecs and the Tree of Clues |
| "Gec 2 Ü (Remix)" (part. Dorian Electra)                                                  | 2020 | —                | —                | —                | 1000 Gecs and the Tree of Clues |
| "Stupid Horse (Remix)" (part. Count Baldor e GFOTY)                                       | 2020 | —                | —                | —                | 1000 Gecs and the Tree of Clues |
| "Hand Crushed by a Mallet (Remix)" (part. Fall Out Boy, Craig Owens, Nicole Dollanganger) | 2020 | 22               | 23               | 39               | 1000 Gecs and the Tree of Clues |
| "Lonely Machines" (com 3OH!3)                                                             | 2020 | —                | —                | —                | —                               |
| "Sympathy 4 the Grinch"                                                                   | 2020 | —                | —                | —                | —                               |
| "MeMeMe"                                                                                  | 2021 | —                | 41               | —                | 10,000 gecs                     |
| "Doritos & Fritos"                                                                        | 2022 | —                | —                | —                | 10,000 gecs                     |
| "Hollywood Baby"                                                                          | 2023 | —                | 47               | —                | 10,000 gecs                     |

## Remixes
| Título                                   | Artista original       | Ano  |
| ---------------------------------------- | ---------------------- | ---- |
| "Never Met!" (100 gecs r3mix)            | Cmten part. Glitch Gum | 2020 |
| "One Step Closer" (100 gecs Reanimation) | Linkin Park            | 2021 |
| "Where’s My Head At _"                   | Basement Jaxx          | 2023 |

## Outras aparições
| Título                       | Ano  | Outros artistas | Álbum            |
| ---------------------------- | ---- | --------------- | ---------------- |
| "Blogs (I Wanna Die On MTV)" | 2019 | Devi McCallion  | —                |
| "Power Fantasy"              | 2020 | Health          | Disco4 :: Part I |
| "One bar to rule them all"   | 2020 | -               | Locked Grooves   |

## Créditos de produção e composição
| 2020 | Rico Nasty |                |                    |                               |                |
| 2020 | Rico Nasty | "Let It Out"   | Nightmare Vacation | Rico Nasty, Malik Foxx Parker | Único produtor |
| 2020 | Rico Nasty | "Pussy Poppin" | Nightmare Vacation | Rico Nasty, Malik Foxx Parker | Único produtor |